# والتر روتشیلد
لیونل والتر روتشیلد (به انگلیسی: Lionel Walter Rothschild)، بانکدار، جانورشناس، سیاست‌مدار یهودی‌تبار و عضو مجلس عوام بریتانیا بود. وی همچنین از حامیان اصلی آرمان صهیونیسم بود و نقش مهمی در صدور بیانیه بالفور داشت؛ که به تشکیل کشور اسرائیل انجامید. از آنجایی‌که والتر روتشیلد در زمان نوشته‌شدن بیانهٔ بالفور، بارون خانواده روتشیلد بود، کارهای مربوط به این بیانیه با نظارت شخص او انجام گرفته‌است.

## تحصیلات
والتر روتشیلد، دانش‌آموخته دانشگاه بُن و کالج مگدلین در کمبریج بود.

## تحقیقات علمی
والتر روتشیلد، از سن ۷ سالگی به جانورشناسی، پرنده‌شناسی و حشره‌شناسی علاقه نشان می‌داد. وی پس از پایان تحصیلاتش در رشته تاریخ طبیعی به نام‌گذاری علمی برای موجوداتی که تا آن‌زمان شناخته نشده‌بودند یا نام علمی نداشتند، پرداخت. ۱۷ پستان‌دار از جمله زرافه روتشیلد، ۱۵۳ حشره، ۵۸ پرنده، ۳ ماهی، ۳ عنکبوت، ۲ خزنده، ۱ هزارپا و ۱ کرم، نام علمی خود را از والتر روتشیلد، گرفته‌اند.

## بیانیه بالفور
والتر روتشیلد و حییم وایزمن به همراه ناحوم سوکولوف نقش مهمی در صدور بیانیه بالفور داشتند.

## امور خیریه
کنیسه جامع تل‌آویو، با کمک‌های والتر روتشیلد، در سال ۱۹۲۶ تکمیل شد.

## نگارخانه

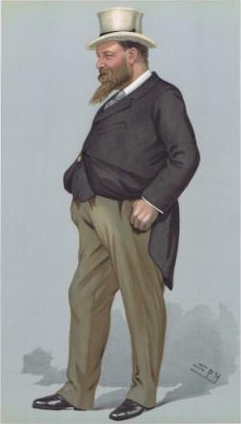
تصویر روتشیلد بر روی مجله بریتانیایی وَنیتی‌فِر
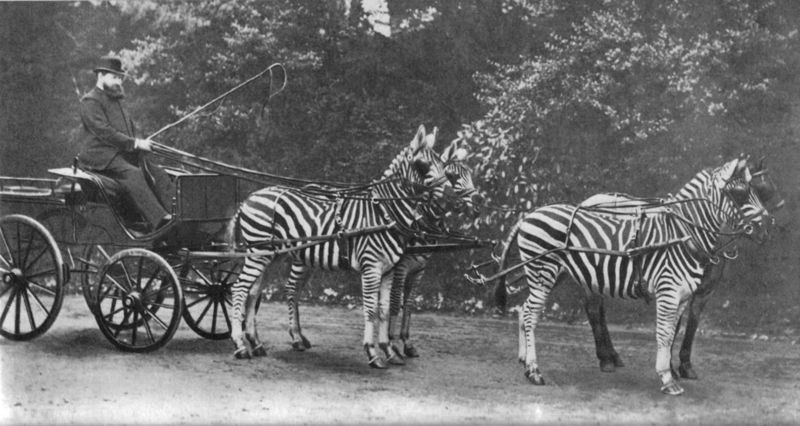
والتر روتشیلد برای نشان‌دادن شخصیت اهلی گورخرها به عموم مردم، با ۴ گورخر دَشتی معروف خود، کالسکه‌اش را تا کاخ باکینگهام راند.
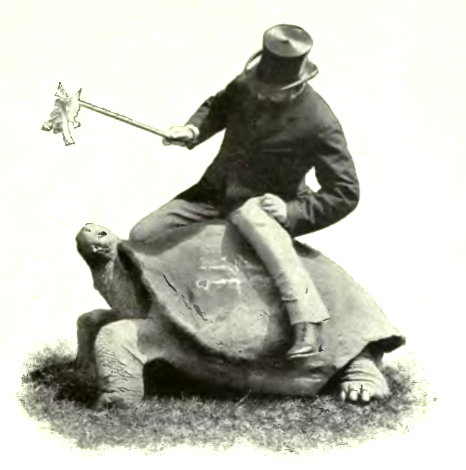
درحال سواری گرفتن از لاکپشت غولپیکر تورتویز